# Anthyllis vulneraria subsp. baldensis
Anthyllide du mont Bado, Vulnéraire du mont Baldo
Sous-espèce
Anthyllis vulneraria subsp. baldensis, la Vulnéraire du mont Baldo ou Anthyllide du mont Baldo, est une sous-espèce d’Anthyllis vulneraria de la famille des Fabacées. C'est une plante herbacée trouvée en France. Parfois, elle est incluse dans la sous-espèce alpestris. Cette dernière a les fleurs jaunes.
La sous-espèce baldensis produit des fleurs blanchâtres groupées au sommet des tiges. On la trouve en montagne sur substrats calcaires.

## Description
C'est une plante basse de 10 à 30 cm de hauteur. L'inflorescence est un racème capituliforme de couleur blanchâtre, en forme de boule massive. Chaque fleur forme un tube pris dans le calice poilu. Le fruit est une gousse.
Les feuilles radicales sont réduites à une grande foliole terminale unique, elliptique et charnue.

## Biologie
Période de floraison : de mai à août.
- Hermaphrodite.
- Pollinisation entomogame
- Dissémination : anémochore

## Habitat
Habitat type : pelouses alpines, roches calcaires sèches.

## Répartition
Aire de répartition : Monte Baldo, en Italie, trouvée aussi en France.

## Usages
Vulnéraire : utilisé en cataplasme sur les plaies.